# Olympische Sommerspiele 1996/Leichtathletik – Marathon (Männer)

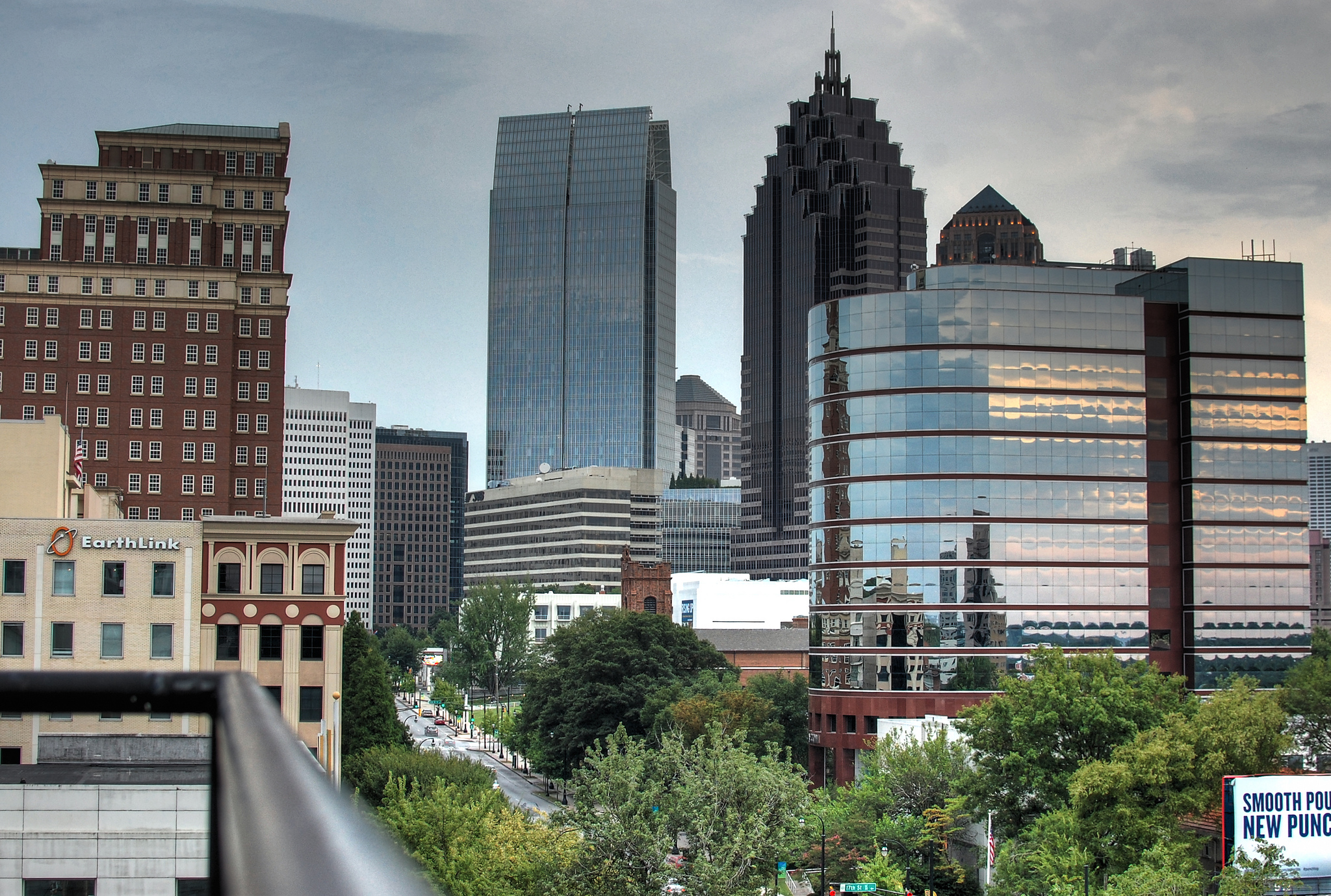
Die Peachtree Street in Midtown, Atlanta im Jahr 2012

Der Marathonlauf der Männer bei den Olympischen Spielen 1996 in Atlanta wurde am 4. August 1996 ausgetragen. Start und Ziel waren das Centennial Olympic Stadium. 124 Läufer gingen an den Start, 111 konnten das Rennen beenden.
Olympiasieger wurde der Südafrikaner Josia Thugwane. Er gewann vor dem Südkoreaner Lee Bong-ju und dem Kenianer Erick Wainaina.
Für Deutschland starteten Konrad Dobler und Stephan Freigang. Dobler belegte Rang 48, Freigang konnte das Rennen nicht beenden.

Athleten aus der Schweiz, Österreich und Liechtenstein nahmen nicht teil.

## Aktuelle Titelträger
| Olympiasieger 1992                      | Hwang Young-cho ( Südkorea)                  | 2:13:23 h                                    | Barcelona 1992                               |
| Weltmeister 1995                        | Martín Fiz ( Spanien)                        | 2:11:41 h                                    | Göteborg 1995                                |
| Europameister 1994                      | Martín Fiz ( Spanien)                        | 2:10:31 h                                    | Helsinki 1994                                |
| Panamerikanischer Meister 1995          | Benjamín Paredes ( Mexiko)                   | 2:14:44 h                                    | Mar del Plata 1995                           |
| Zentralamerika und Karibik-Meister 1995 | Sergio Jiménez ( Mexiko)                     | 2:13:23 h                                    | Guatemala-Stadt 1995                         |
| Südamerika-Meister 1995                 | Oswald Adams ( Guyana)                       | 2:43:40 h                                    | Georgetown 1995 a                            |
| Asienmeister 1995                       | Yukio Suzuki ( Japan)                        | 2:19:04 h                                    | Ōita 1994                                    |
| Afrikameister 1996                      | Marathonlauf nicht im Meisterschaftsprogramm | Marathonlauf nicht im Meisterschaftsprogramm | Marathonlauf nicht im Meisterschaftsprogramm |
| Ozeanienmeister 1994                    | Robert Holland ( Neuseeland)                 | 2:33:16 h                                    | Auckland 1994                                |

## Bestehende Rekorde/Bestleistungen
Offizielle Rekorde wurden damals in dieser Disziplin außer bei Meisterschaften und Olympischen Spielen aufgrund der unterschiedlichen Streckenbeschaffenheiten nicht geführt.
| Weltbestzeit       | 2:06:50 h | Belayneh Dinsamo ( Äthiopien) | Rotterdam, Niederlande | 17. April 1988  |
| Olympischer Rekord | 2:09:21 h | Carlos Lopes ( Portugal)      | OS Los Angeles, USA    | 12. August 1984 |

Der bestehende olympische Rekord wurde bei diesen Spielen nicht erreicht. Der südkoreanische Olympiasieger Hwang Young-cho blieb mit seinen 2:13:23 h um 4:02 min über diesem Rekord. Zur Weltbestzeit fehlten ihm 6:33 min.

## Streckenführung
Der Rennstart lag im Centennial Olympic Stadium, wo zunächst dreieinhalb Runden zurückzulegen waren, bevor es aus dem Stadion heraus auf der Capitol Avenue Richtung Norden ging. Nach dem Überqueren der Kreuzung Interstate 20/Interstate 85 führte die Route auf der Piedmont Avenue vorbei an der Georgia State University. Die weitere Strecke verlief Richtung Osten, anschließend in einem Bogen zurück zur Piedmont Avenue. Es ging weiter nordwärts am Botanischen Garten vorbei bis zum Stadtteil Piedmont Heights, wo die Piedmont Avenue zur Piedmont Road wird. Der Weg folgte weiterhin dem Straßenverlauf Richtung Norden. Nach ca. sechzehn Kilometern bog die Route nach Osten in die Peachtree Road ab. Kurz nach Kilometer zwanzig lag der Wendepunkt. Zurück ging es auf der Peachtree Road weiter nach Westen, die nach der Kreuzung mit der Piedmont Road nach Südwesten abbiegt und später zur Peachtree Street wird. Nördlich der Universität führte die Strecke weiter Richtung Osten bis zum Wiedererreichen der Capitol Avenue, auf der es zurück zum Stadion ging. Dort war noch eine dreiviertel Runde auf der Stadionbahn bis zum Ziel zu laufen.

## Ausgangssituation
Gerade in der Disziplin Marathonlauf gibt es häufig Überraschungen in den Siegerlisten und auf den vorderen Platzierungen. So werden immer wieder Läufer mit Topergebnissen im eigentlichen Rennen vorher im Kreis der Favoriten nicht berücksichtigt. Hier in Atlanta war der Spanier Martín Fiz als amtierender Welt- und Europameister eindeutiger Favorit für das Marathonrennen. Von den bei den vorangegangenen Spielen unter den ersten Acht platzierten Läufern waren nur der Italiener Salvatore Bettiol – er wurde Zwanzigster, der Japaner Hiromi Taniguchi – er belegte Platz neunzehn, und der Deutsche Stephan Freigang – er gab auf – dabei. Die Konkurrenz für Fiz wurde gesehen in dem Vizeweltmeister Dionicio Cerón aus Mexiko, dem Inhaber der Weltbestzeit Belayneh Dinsamo aus Äthiopien – sein Rekordlauf lag allerdings acht Jahre zurück, dem brasilianischen WM-Dritten Luíz Antônio dos Santos, in Fiz’ Landsleuten Alberto Juzdado, WM-Fünfter, und Diego García, WM-Sechster, gleichzeitig Vizeeuropameister, dem britischen WM-Siebten Richard Nerurkar, gleichzeitig EM-Vierter, sowie dem bei vielen Rennen starken Australier Steve Moneghetti, Platz acht bei den letzten Weltmeisterschaften.

## Ergebnis und Rennverlauf
Datum: 4. August 1996, 7:05 Uhr
| Zwischenzeiten      | Zwischenzeiten | Zwischenzeiten                                      | Zwischenzeiten |
| Zwischenzeit- Marke | Zwischenzeit   | Führende(r)                                         | 5-km-Zeit      |
| ------------------- | -------------- | --------------------------------------------------- | -------------- |
| 5 km                | 16:14 min      | Peter Fonseca mit großer Gruppe                     | 16:14 min      |
| 10 km               | 31:50 min      | Grzegorz Gajdus mit großer Gruppe                   | 15:36 min      |
| 15 km               | 47:36 min      | Tendai Chimusasa mit großer Gruppe                  | 15:46 min      |
| 20 km               | 1:04:06 h00    | Leszek Bebło mit großer Gruppe                      | 16:30 min      |
| 25 km               | 1:19:54 h00    | Tendai Chimusasa mit etwas kleiner werdenden Gruppe | 15:48 min      |
| 30 km               | 1:35:24 h00    | Domingos Castro wenige Meter vor größerer Gruppe    | 15:30 min      |
| 35 km               | 1:50:35 h00    | Josia Thugwane mit Lee Bong-ju und Erick Wainaina   | 15:11 min      |
| 40 km               | 2:06:08 h00    | Josia Thugwane mit Lee Bong-ju und Erick Wainaina   | 15:33 min      |

## Ergebnis

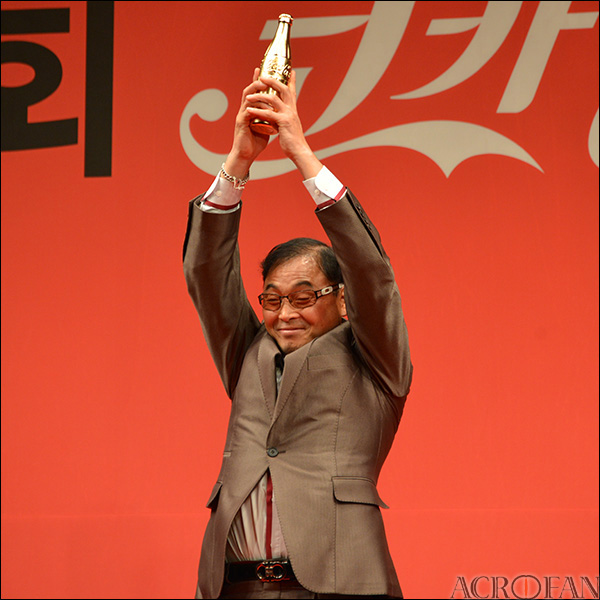
Silbermedaillengewinner Lee Bong-ju
(hier im Jahr 2015)

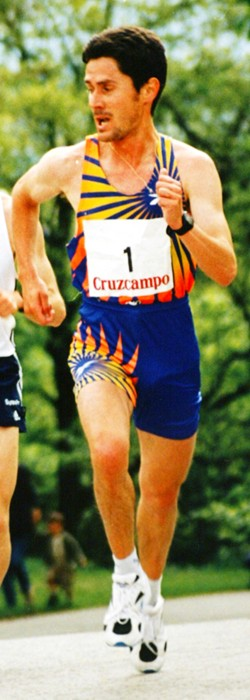
Welt- und Europameister Martín Fiz wurde Olympiavierter

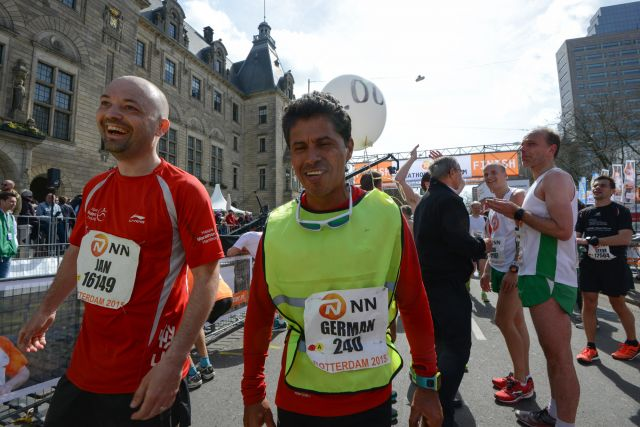
Germán Silva (rechts) kam auf den sechsten Platz

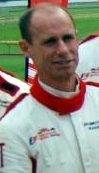
Steve Moneghetti belegte Platz sieben

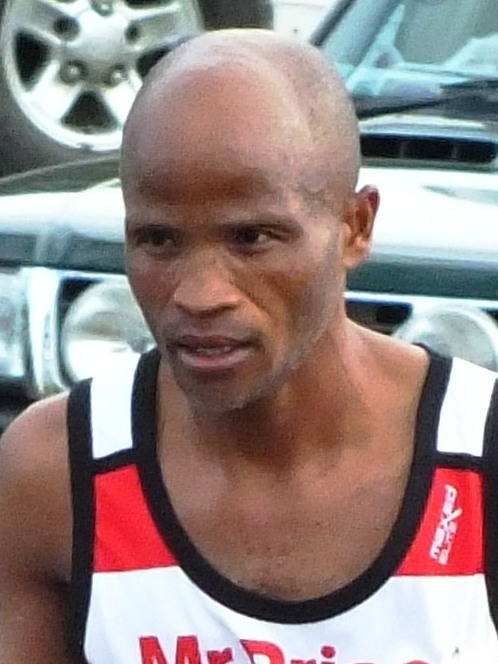
Gert Thys erreichte Platz 33

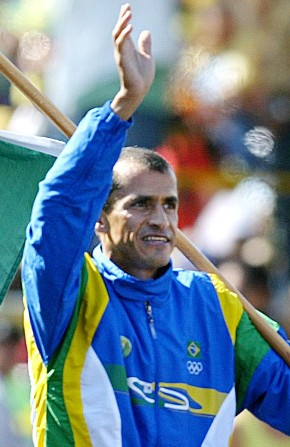
Vanderlei de Lima beendete das Rennen auf Platz 47

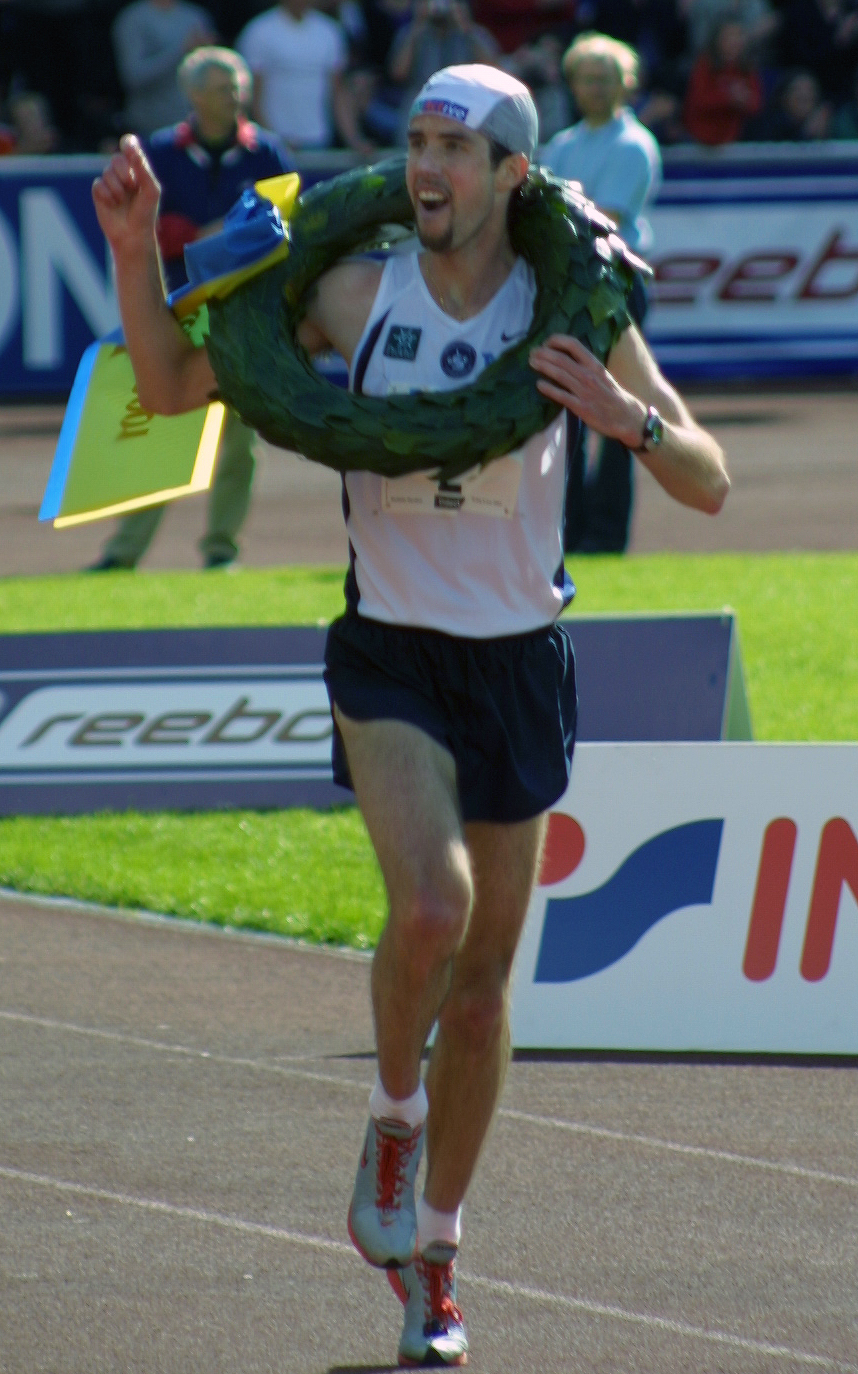
Anders Szalkai – Rang 64

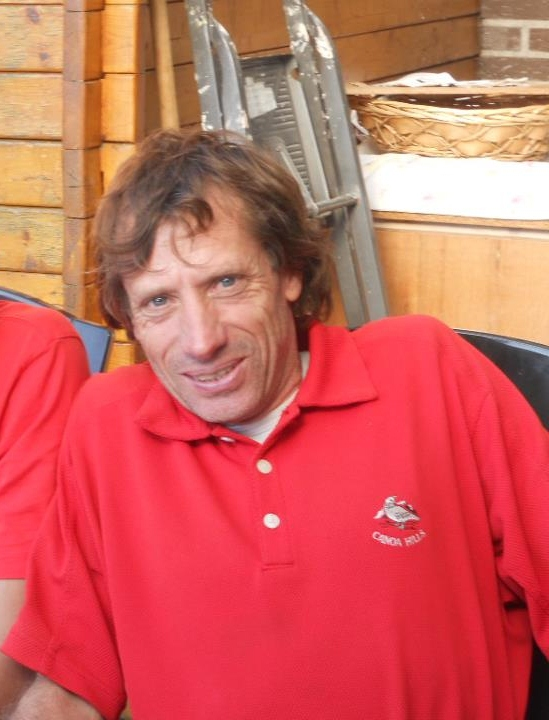
Eddy Hellebuyck – Rang 67

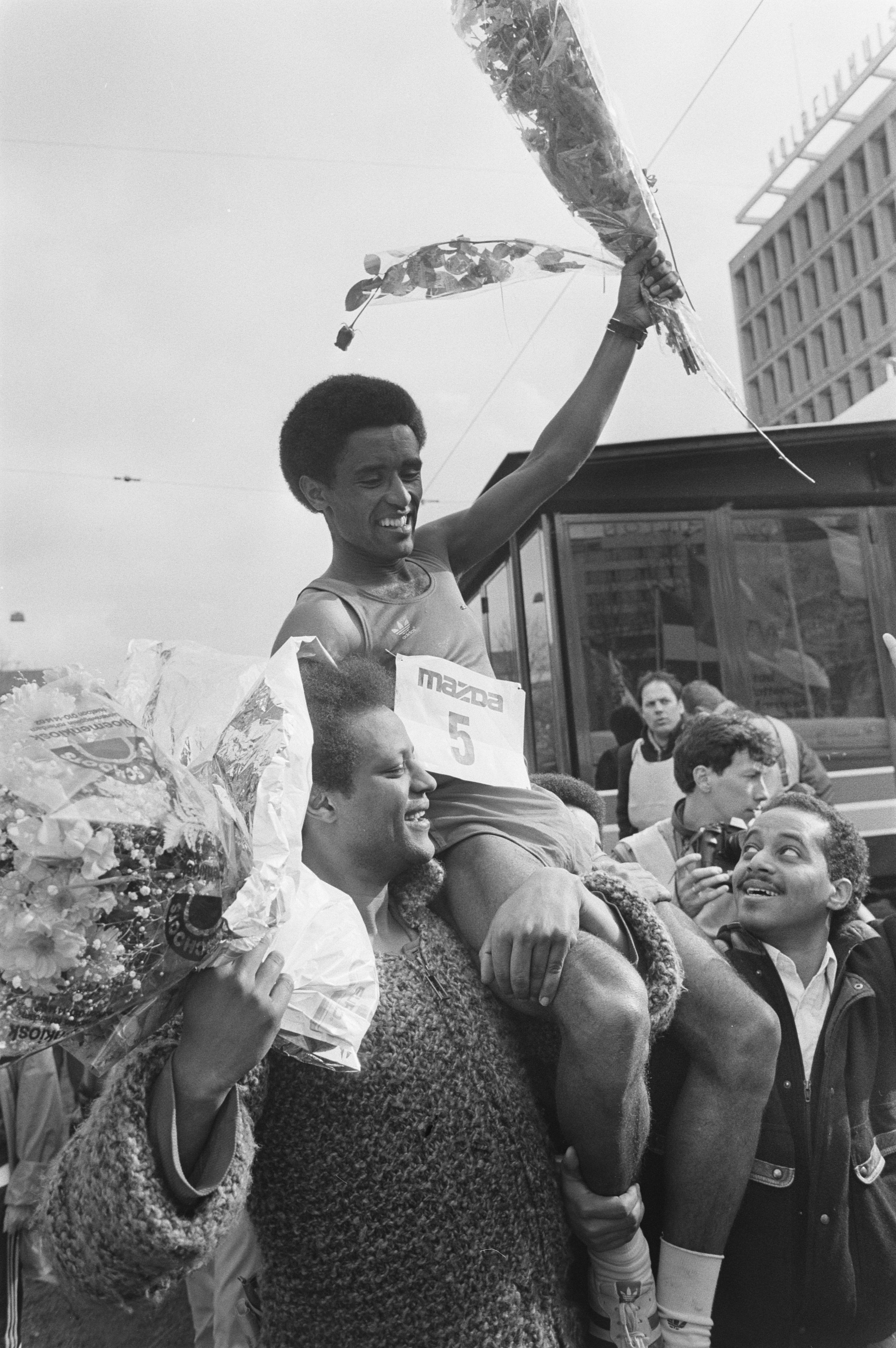
Abebe Mekonnen – Rang 81

| Platz | Athlet                  | Land                           | Zeit (h) |
| ----- | ----------------------- | ------------------------------ | -------- |
|       | Josia Thugwane          | Südafrika                      | 2:12:36  |
|       | Lee Bong-ju             | Südkorea                       | 2:12:39  |
|       | Erick Wainaina          | Kenia                          | 2:12:44  |
| 04    | Martín Fiz              | Spanien                        | 2:13:20  |
| 05    | Richard Nerurkar        | Großbritannien                 | 2:13:39  |
| 06    | Germán Silva            | Mexiko                         | 2:14:29  |
| 07    | Steve Moneghetti        | Australien                     | 2:14:35  |
| 08    | Benjamín Paredes        | Mexiko                         | 2:14:55  |
| 09    | Danilo Goffi            | Italien                        | 2:15:08  |
| 10    | Luíz Antônio dos Santos | Brasilien                      | 2.15:55  |
| 11    | Carlos Grisales         | Kolumbien                      | 2:15:56  |
| 12    | Kim Yi-yong             | Südkorea                       | 2:16:17  |
| 13    | Tendai Chimusasa        | Simbabwe                       | 2:16:31  |
| 14    | António Pinto           | Portugal                       | 2:16:41  |
| 15    | Dionicio Cerón          | Mexiko                         | 2:16:48  |
| 16    | Willy Kalombo           | Zaire                          | 2:17:01  |
| 17    | Leszek Bebło            | Polen                          | 2:17:04  |
| 18    | Alberto Juzdado         | Spanien                        | 2:17:24  |
| 19    | Hiromi Taniguchi        | Japan                          | 2:17:26  |
| 20    | Salvatore Bettiol       | Italien                        | 2:17:27  |
| 21    | Peter Fonseca           | Kanada                         | 2:17:28  |
| 22    | Rolando Vera            | Ecuador                        | 2:17:40  |
| 23    | Rod de Highden          | Australien                     | 2:17:42  |
| 24    | José Luis Molina        | Costa Rica                     | 2:17:49  |
| 25    | Domingos Castro         | Portugal                       | 2:18:03  |
| 26    | Tahar Mansouri          | Tunesien                       | 2:18:06  |
| 27    | Lawrence Peu            | Südafrika                      | 2:18:09  |
| 28    | Keith Brantly           | USA                            | 2:18:17  |
| 29    | Thabiso Relekhetla      | Lesotho                        | 2:18:26  |
| 30    | Hristo Stefanov         | Bulgarien                      | 2:18:29  |
| 31    | Bob Kempainen           | USA                            | 2:18:38  |
| 32    | Harri Hänninen          | Finnland                       | 2:18:41  |
| 33    | Gert Thys               | Südafrika                      | 2:18:55  |
| 34    | Sean Quilty             | Australien                     | 2:19:35  |
| 35    | Carey Nelson            | Kanada                         | 2:19:39  |
| 36    | Spyros Andriopoulos     | Griechenland                   | 2:19:41  |
| 37    | Oleg Strischakow        | Russland                       | 2:19:51  |
| 38    | Kim Jung-won            | Nordkorea                      | 2:19:54  |
| 39    | Bruce Deacon            | Kanada                         | 2:19:56  |
| 40    | Kim Jong-su             | Nordkorea                      | 2:20:19  |
| 41    | Mark Coogan             | USA                            | 2:20:27  |
| 42    | Hussein Ahmed Salah     | Dschibuti                      | 2:20:33  |
| 43    | Pjotro Sarafinjuk       | Ukraine                        | 2:20:37  |
| 44    | Abdelkader El Mouaziz   | Marokko                        | 2:20:39  |
| 45    | Bert van Vlaanderen     | Niederlande                    | 2:20:48  |
| 46    | Manuel Matias           | Portugal                       | 2:20:58  |
| 47    | Vanderlei de Lima       | Brasilien                      | 2:21:01  |
| 48    | Konrad Dobler           | Deutschland                    | 2:21:12  |
| 49    | Borislav Dević          | BR Jugoslawien                 | 2:21:22  |
| 50    | Davide Milesi           | Italien                        | 2:21:45  |
| 51    | Aleksandrs Prokopčuks   | Lettland                       | 2:21:50  |
| 52    | Lameck Aguta            | Kenia                          | 2:22:04  |
| 53    | Diego García            | Spanien                        | 2:22:11  |
| 54    | Masaki Oya              | Japan                          | 2:22:13  |
| 55    | Peter Whitehead         | Großbritannien                 | 2:22:37  |
| 56    | Ezequiel Bitok          | Kenia                          | 2:23:03  |
| 57    | Hsu Gi-sheng            | Chinesisch Taipeh              | 2:23:04  |
| 58    | Pawel Loskutow          | Estland                        | 2:23:14  |
| 59    | Rubén Maza              | Finnland                       | 2:23:24  |
| 60    | Steve Brace             | Großbritannien                 | 2:22:28  |
| 61    | Grzegorz Gajdus         | Polen                          | 2:23:41  |
| 62    | Isaac Simelane          | Swasiland                      | 2:23:43  |
| 63    | Nasserdin Akilbekow     | Kirgisistan                    | 2:23:59  |
| 64    | Anders Szalkai          | Schweden                       | 2:24:27  |
| 65    | John Mwathiwa           | Malawi                         | 2:24:45  |
| 66    | Leonid Schwezow         | Russland                       | 2:24:49  |
| 67    | Eddy Hellebuyck         | Belgien                        | 2:25:04  |
| 68    | Ahmed Adam              | Sudan                          | 2:25:12  |
| 69    | Ikaji Salum             | Tansania                       | 2:25:29  |
| 70    | Pavelas Fedorenka       | Litauen                        | 2:25:41  |
| 71    | Miguel Mallqui          | Peru                           | 2:25:56  |
| 72    | Ethel Hudson            | Indonesien                     | 2:26:02  |
| 73    | Diamantino dos Santos   | Brasilien                      | 2:26:53  |
| 74    | Tika Bahadur Bogate     | Nepal                          | 2:27:04  |
| 75    | Ronnie Holassie         | Trinidad und Tobago            | 2:27:20  |
| 76    | Joseph Tjitunga         | Namibia                        | 2:27:52  |
| 77    | Valeriu Vlas            | Moldau                         | 2:28:36  |
| 78    | Tornado Daniel Sibandze | Swasiland                      | 2:28:49  |
| 79    | Waldemar Cotelo         | Uruguay                        | 2:28:50  |
| 80    | Petko Stefanov          | Bulgarien                      | 2:29:06  |
| 81    | Abebe Mekonnen          | Äthiopien                      | 2:29:45  |
| 82    | Luis Martínez           | Guatemala                      | 2:29:55  |
| 83    | Sean Wade               | Neuseeland                     | 2:30:35  |
| 84    | Abderrahim ben Redouane | Marokko                        | 2:30:49  |
| 85    | Abdou Manzo             | Niger                          | 2:30:57  |
| 86    | Marcelo Barrientos      | Chile                          | 2:31:05  |
| 87    | Antoni Bernadó          | Andorra                        | 2:31:28  |
| 88    | Adel Adili              | Libyen                         | 2:32:12  |
| 89    | Carlos Tarazona         | Venezuela                      | 2:32:35  |
| 90    | Tharcisse Gashaka       | Burundi                        | 2:32:55  |
| 91    | Policarpio Calizaya     | Bolivien                       | 2:33:08  |
| 92    | Simon Qamunga           | Tansania                       | 2:33:11  |
| 93    | Kenjiro Jitsui          | Japan                          | 2:33:27  |
| 94    | António Zeferino        | Kap Verde                      | 2:34:13  |
| 95    | Pamenos Ballantyne      | St. Vincent und die Grenadinen | 2:34:16  |
| 96    | Kaleka Mutoke           | Zaire                          | 2:34:40  |
| 97    | Ernest Ndjissipou       | Zentralafrikanische Republik   | 2:35:55  |
| 98    | Ali El Tounsi           | Marokko                        | 2:36:01  |
| 99    | William Aguirre         | Nicaragua                      | 2:37:02  |
| 100   | Roy Vence               | Philippinen                    | 2:37:10  |
| 101   | Mohamed al-Saadi        | Jemen                          | 2:40:41  |
| 102   | Julio Hernández         | Kolumbien                      | 2:41:56  |
| 103   | Ajay Chuttoo            | Mauritius                      | 2:42:07  |
| 104   | Nils Antonio            | Jamaika                        | 2:44:10  |
| 105   | Rithya To               | Kambodscha                     | 2:47:10  |
| 106   | Maximo Oliveras         | Puerto Rico                    | 2:47:15  |
| 107   | Islam Djugum            | Bosnien und Herzegowina        | 2:47:38  |
| 108   | Marlon Selwyn Williams  | Amerikanische Jungferninseln   | 2:48:26  |
| 109   | Eugene Muslar           | Belize                         | 2:51:41  |
| 110   | Abdi Isak               | Somalia                        | 2:59:55  |
| 111   | Abdel Baser Wasiqi      | Afghanistan                    | 4:24:17  |
| DNF   | Belayneh Dinsamo        | Äthiopien                      |          |
| DNF   | Stephan Freigang        | Deutschland                    |          |
| DNF   | Patrick Ishyaka         | Ruanda                         |          |
| DNF   | Benjamin Keleketu       | Botswana                       |          |
| DNF   | Kim Wan-ki              | Südkorea                       |          |
| DNF   | Česlovas Kundrotas      | Litauen                        |          |
| DNF   | Omar Moussa             | Dschibuti                      |          |
| DNF   | Victor Razafindrakoto   | Madagaskar                     |          |
| DNF   | Antonio Fabián Silio    | Argentinien                    |          |
| DNF   | Julius Sumawe           | Tansania                       |          |
| DNF   | Tumo Turbo              | Äthiopien                      |          |
| DNF   | Risto Ulmala            | Finnland                       |          |
| DNF   | Dainius Virbickas       | Litauen                        |          |

Nach dem Start hatte sich eine sechzigköpfige Spitzengruppe gebildet. Bei Kilometer 22 übernahmen die Südafrikaner die Führungsarbeit, um das Tempo zu forcieren. Die drei Südafrikaner Josia Thugwane, Gert Thys und Lawrence Peu sowie der Kenianer Erick Wainaina und der Portugiese Domingos Castro setzten sich bei Kilometer 25 ein wenig vom übrigen Feld ab. Doch die immer noch große Verfolgergruppe schloss wieder auf. Bei Kilometer dreißig lief Castro ein paar Meter vor den anderen, aber auch er reihte sich bald darauf wieder in die große Spitzengruppe ein. Dann allerdings gab es erfolgversprechendere Ausreißversuche, zunächst durch Thugwane, der in dem Koreaner Lee Bong-ju einen ersten Begleiter fand. Die frühere Führungsgruppe fiel nun immer mehr auseinander. Wainaina stellte den Kontakt zu den beiden Läufern vorne wieder her. Thugwane erkämpfte sich nach Kilometer 35 noch einmal einen kleinen Vorsprung, den er aber nicht halten konnte und so liefen er, Lee und Wainaina als dreiköpfige Führungsgruppe mit deutlichem Vorsprung vor allen anderen. Sie blieben bis zur Stadionankunft zusammen, sodass sich ein bis zum Schluss spannender Rennausgang anbahnte. Im Eingangstunnel zum Stadion konnte sich Thugwane von seinen beiden Kontrahenten etwas absetzen und Lee positionierte sich mit einer kleinen Lücke vor Wainaina. Josia Thugwane verteidigte seine Führung bis zum Ziel und wurde Olympiasieger. Lee Bong-ju entschied den Kampf um die Silbermedaille für sich, Erick Wainaina belegte Platz drei. Welt- und Europameister Martín Fiz aus Spanien kam als Vierter ins Ziel. Fünfter wurde Richard Nerurkar vor dem Mexikaner Germán Silva und Steve Moneghetti.
Mit acht Sekunden Unterschied zwischen Platz eins und drei war es das engste Finale in der Geschichte der Olympischen Spiele. Der Marathonlauf von Atlanta hatte mit 124 Startern zudem das größte Läuferfeld.

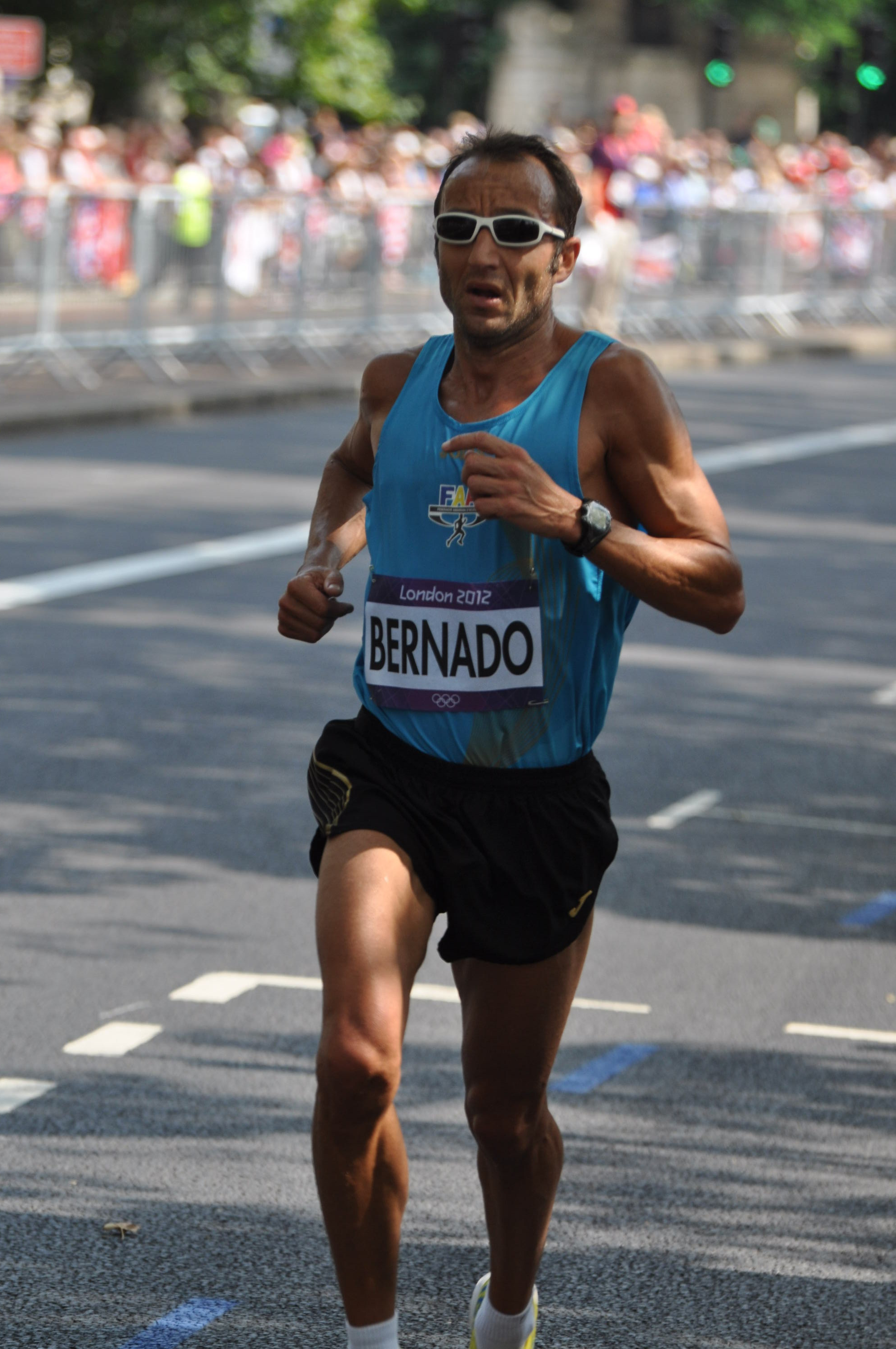
Antoni Bernadó – Rang 87
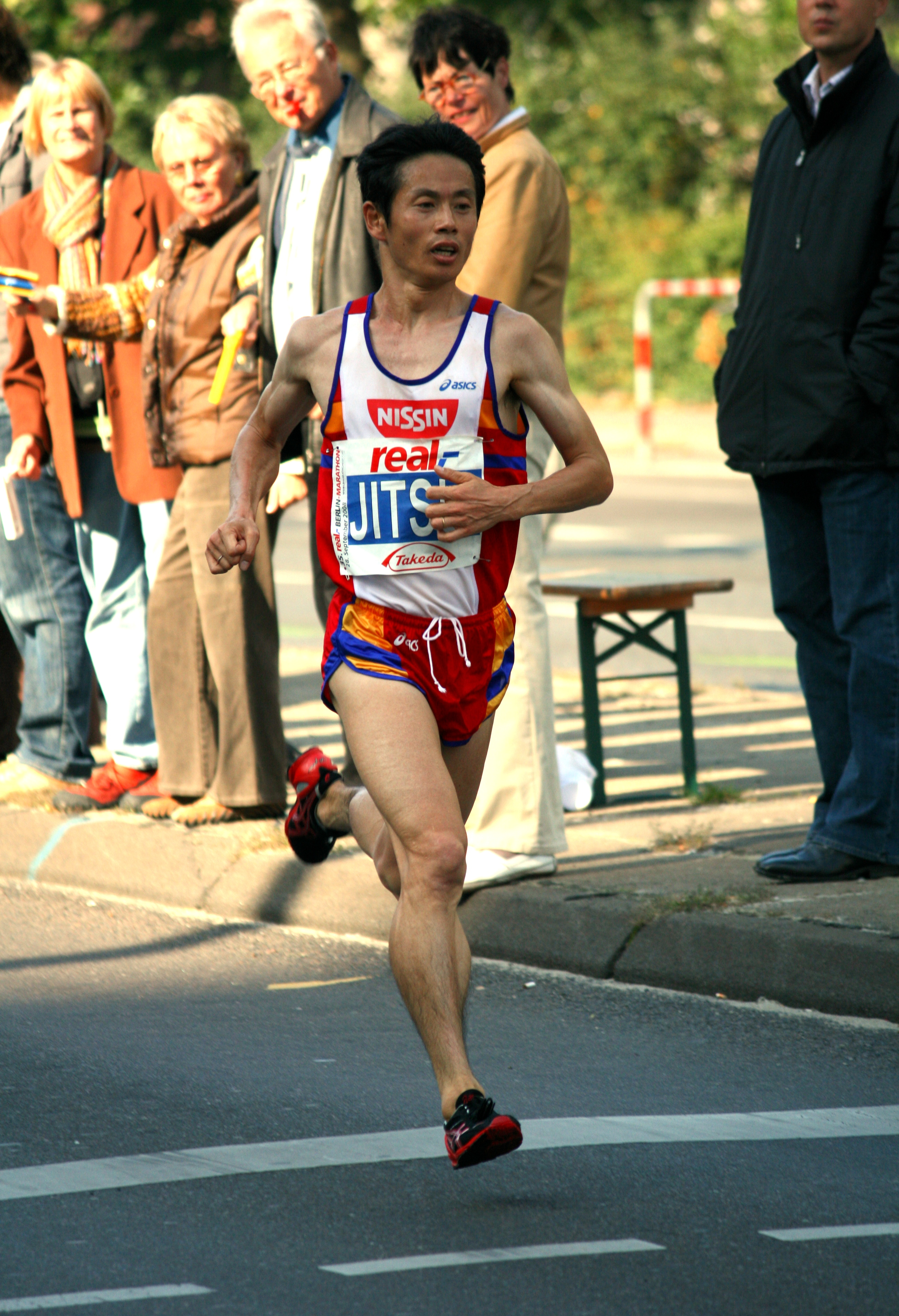
Kenjiro Jitsui – Rang 93
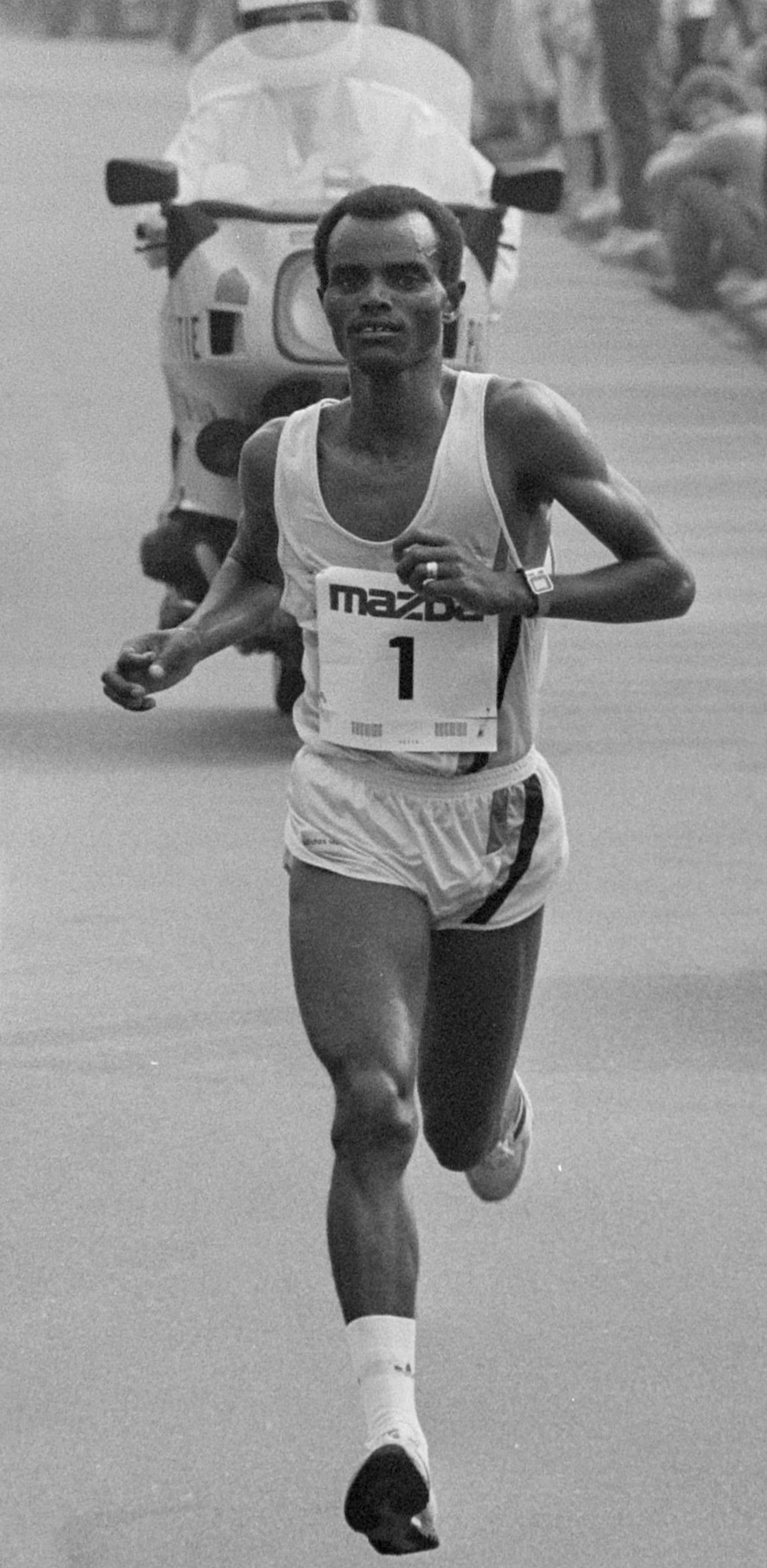
Der Inhaber der Weltbestzeit Belayneh Dinsamo gab das Rennen auf

## Videolinks
- 1996 Atlanta Olympic Marathon, Marathon Week, youtube.com, abgerufen am 4. Januar 2022
- 1996 Olympic Marathon (Atlanta), youtube.com, abgerufen am 27. Februar 2018